# Карасаз (Жамбылская область)
Карасаз (каз. Қарасаз, до 1993 г. — Петровка) — аул в Жуалынском районе Жамбылской области Казахстана. Административный центр Карасазского сельского округа. Находится примерно в 7 км к западу от районного центра, села Бауыржан Момышулы. Код КАТО — 314253100.

## Население
В 1999 году население аула составляло 1916 человек (928 мужчин и 988 женщин). По данным переписи 2009 года, в ауле проживали 1983 человека (959 мужчин и 1024 женщины).